# Luka Milivojević
Luka Milivojević (serbisk kyrilliska: Лука Миливојевић), född 7 april 1991 i Kragujevac, Jugoslavien, är en serbisk fotbollsspelare som spelar för Crystal Palace. Han representerar även Serbiens fotbollslandslag.